# تایئی، چیبا
تایئی، چیبا (به لاتین: Taiei) یک منطقهٔ مسکونی در ژاپن است که در کانتو واقع شده‌است. تایئی ۱۲٬۵۰۷ نفر جمعیت دارد.